# المشاعب (بعدان)

تعديل مصدري - تعديل

المشاعب محلة تابعة لقرية الحقيبي، التابعة لعزلة المنار بمديرية بعدان إحدى مديريات محافظة إب في الجمهورية اليمنية، بلغ تعداد سكانها 88 حسب تعداد اليمن لعام 2004.